# Linda Elvira
Linda Elvira Magnussen - med kunstnernavnet Linda Elvira - (født 1. september 1966) er en dansk skuespiller.
Linda Elvira er uddannet fra Skuespillerskolen ved Odense Teater i 1997 og har blandt andet medvirket i flere TV-serier.
Linda Elvira er derudover tilknyttet lydbogsforlaget Momo - Skuespillernes Lydbogsværksted, hvor hun har indlæst flere lydbøger.
I 2007 blev hun gift med skuespilleren Thomas Magnussen, og tidligere dannede hun gennem 15 år par med skuespilleren Timm Vladimir indtil 2003.

## Filmografi

### Tv-serier
- Broen (2015)
- Lærkevej (tv-serie) (2009)
- 2900 Happiness (2007-2009)
- Krøniken (2003-2006)
- Madsen og co. (1996-2000)